# ابو مروان عبدالمالک یکم
ابو مروان عبدالمالک یکم (عربی: أبو مروان عبد الملك الغازي؛ نامشخص – ۴ اوت ۱۵۷۸) سلطان سعدیان مراکش از سال ۱۵۷۶ تا ۱۵۷۸ بود.